# Tribuna Demócrata Progresista
La Tribuna Democrático Progresista (árabe: جمعية المنبر الديمقراطي التقدمي), a menudo denominado al-Minbar, es una organización política lanzada por los exiliados que regresaban del comunista clandestino Frente de Liberación Nacional-Baréin en 2001. Ahmad Al-Thawadi fue su fundador presidente. Efectivamente, al-Minbar llegó a actuar como sucesor del FLN.
El partido se ha opuesto a la política sectaria y ha buscado representar a los electores independientemente de su credo. También fue un defensor constante de los derechos de la mujer y la libertad de expresión, lo que significa que sus parlamentarios a menudo se aliaron con los liberales. Uno de sus tres parlamentarios, Abdulhadi Marhoon, se desempeñó como vicepresidente de 2002 a 2006.
Al-Minbar también tiene una organización juvenil, Sociedad Shabeeba de Baréin, que está activa entre los estudiantes y trabajadores jóvenes con una red de conexiones regionales e internacionales con otras organizaciones juveniles democráticas de izquierda.
Antes de las elecciones de 2006, al-Minbar lanzó el bloque electoral 'Unidad Nacional', que tenía 9 candidatos para el Consejo de Representantes, 5 de los cuales eran miembros de al-Minbar. Ninguno de sus candidatos resultó elegido. En las elecciones de 2018, al-Minbar ganó dos escaños para el Consejo de Representantes.